# Ibrahim Abdel Hady Pasha

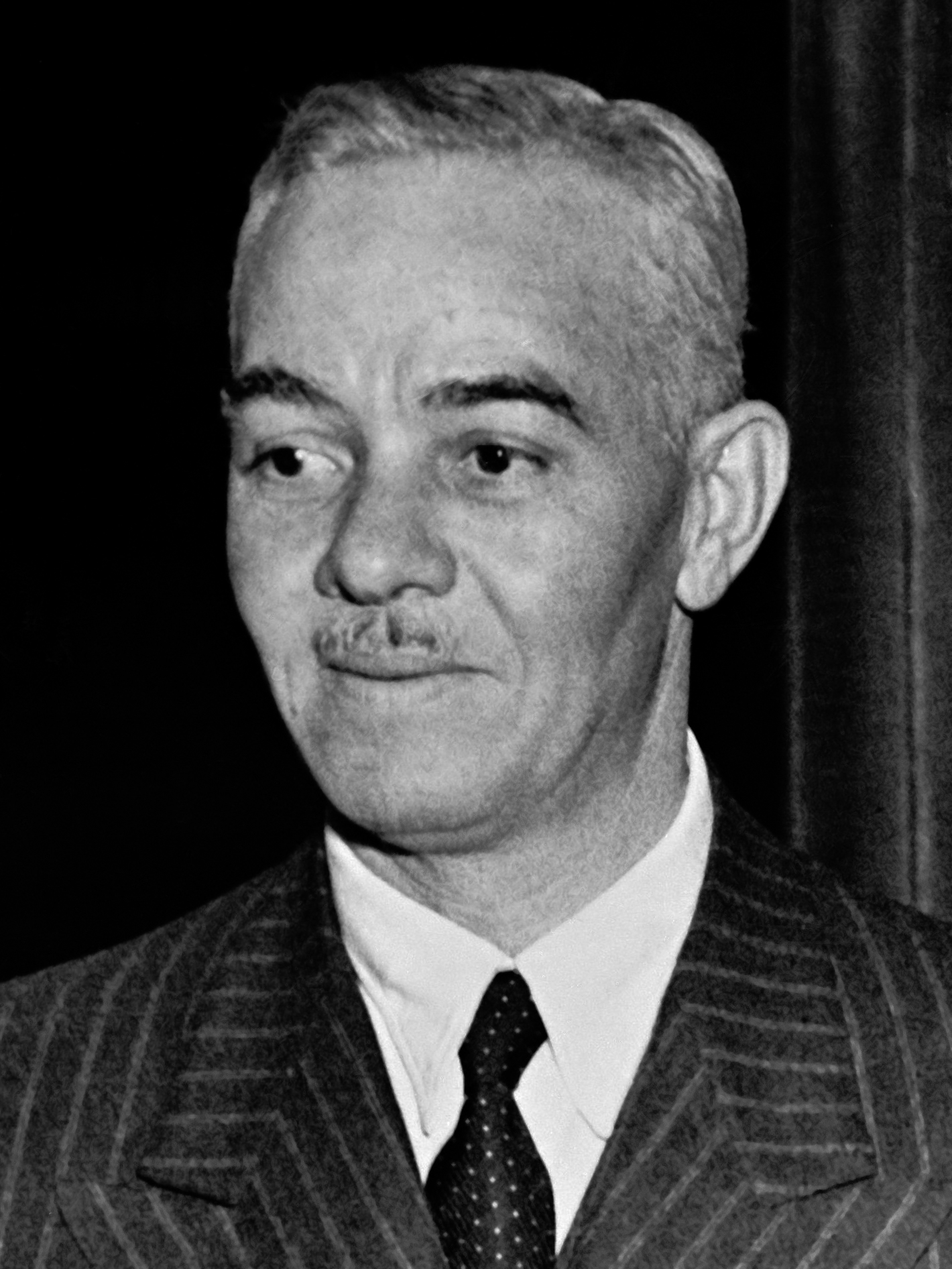
Ibrahim Abdel Hady Pasha

Ibrahim Abdel Hady Pasha (14 de fevereiro de 1896 - 18 de fevereiro de 1981) foi um político egípcio que foi o 28.º primeiro-ministro do seu país de 28 de dezembro de 1948 a 26 de julho de 1949. Ele era membro do Partido Institucional Saadista.